# Ерицян, Нерсес Генрихович
Нерсе́с Ге́нрихович Ериця́н (арм. Ներսես  Երիցյան; род. 23 февраля 1971, Ереван, Армянская ССР) — армянский экономист, государственный деятель, министр экономики Армении (2008-2010).
- 1988—1993 — Ереванский государственный институт народного хозяйства, факультет планирования народного хозяйства, специальность - макроэкономист.
- 1993—1995 — Ереванский государственный институт народного хозяйства, аспирант кафедры макроэкономики.
- 1993—1994 — главный эксперт постоянной комиссии по вопросам социальной сферы и здравоохранения Верховного Совета Армении.
- 1994—1995 — помощник Председателя Центрального банка Армении.
- 1995—1996 — начальник управления денежно-кредитной политики Центрального банка Армении.
- 1996—2001 — член Совета Центрального банка Армении.
- 2001—2003 — советник исполнительного директора, представляющего Голландскую группу Международного валютного фонда, включая Армению.
- 2003—2007 — советник Председателя Центрального банка Армении и временно исполняющий обязанности руководителя Центра финансовых наблюдений (с 2005).
- 2007—2008 — был министром торговли и промышленности Армении.
- С апреля 2008 по декабрь 2010 — министр экономики Армении.
- С декабря 2010 года является заместителем председателя Центрального банка Армении.[1]